# Batalla de El Yagual
La batalla de achaguas fue un enfrentamiento militar librado el 8 de octubre de 1816 durante la guerra de Independencia de Venezuela. En ella se enfrentaron las fuerzas patriotas mandadas por el general José Antonio Páez acompañado del coronel Francisco de Paula Santander y las realistas del coronel Francisco López, con victoria de las primeras.

## Antecedentes
El liderazgo de Francisco de Paula Santander sobre las fuerzas patriotas en Casanare se oficializó en una junta celebrada en Arauca el 16 de julio de 1816, pero meses después, ante la ofensiva realista debía retirarse a Venezuela. Los neogranadinos encontraron refugio en Apure y en Guasdualito formaron un gobierno provisorio, pero un grupo de oficiales se rebeló en Trinidad de Arichuna el 16 de septiembre alegando la necesidad de ser dirigidos por un militar experimentado, José Antonio Páez. Los miembros del gobierno cedieron ante el popular caudillo. Su primer objetivo era asegurar Achaguas, amenazada por el coronel Francisco López, que acampaba en el hato de El Yagual.

## Batalla
En la marcha, el 6 de octubre, vencieron en el hato Los Cocos a un regimiento de cien jinetes Facundo Mirabal. Los sorprendieron cuando arriaban caballos y los dispersaron en una sola carga. Páez dividió su ejército en tres columnas: general Rafael Urdaneta a su derecha, coronel Emmanuel Serviez en el centro y el mismo Santander a la izquierda. Estaban a tiro de fusil enemigo con excepción de su reserva de élite. Según el padre José Félix Blanco en su Bosquejo histórico de la Revolución de Venezuela, a las 10:00 horas del 8 de octubre, Páez ordenó a Urdaneta cargar y 200 carabineros realistas les hicieron frente. Santander los rechazó pero la llegada de dos regimientos enemigos causó estragos en sus hombres y Serviez fue enviado en su ayuda. Fue entonces cuando 200 monárquicos intentaron rodear a la izquierda patriota al mando del coronel Andrés Torellas y atacar por la retaguardia pero fueron detenidos por Páez y Urdaneta. Los realistas tuvieron que huir, atravesando las aguas a nado. La caballería de lanceros llaneros era rápida y capaz de romper las formaciones de infantes con bayonetas con sus cargas.

## Consecuencias
Esa noche el coronel López se retiró con 1.000 jinetes a San Fernando de Apure, pero será capturado y ejecutado por el caudillo. El 13 de octubre José Antonio Páez volverá a vencer, esta vez en Achaguas.